# Atopsyche erigia
Atopsyche erigia là một loài Trichoptera trong họ Hydrobiosidae. Loài này komt voor in het Neotropisch en het Nearctisch gebied.